# 碧月軒
碧月軒，是一座位於中華民國福建省金門縣金沙鎮浦邊聚落的一棟洋樓，2003年3月31日登錄為金門縣歷史建築。

## 沿革
該洋樓由何敬槐所興建，何敬槐過去曾在菲律賓種椰事業經商致富，並為回饋鄉里而慨捐基金以支持家族維生和家鄉公共建設。1920年，何敬槐返回金門，於祖厝旁的地段著手籌建碧月軒作為居住場所使用，總花費約為7,000兩白銀，洋樓的設計由福州專業建築師負責，施工於1921年開始，並在1924年竣工。然而然而碧月軒完工後，何敬槐的子女開始陸續前往海外，但在1930年底何敬槐辭世後，其三子何以碧則前往菲律賓接管了家族事業。
1937年，因日軍佔領金門，多數家族成員則遷往新加坡，碧月軒因而留置多年未曾使用。第二次世界大戰結束後，中華民國國軍曾進駐浦邊組織戰鬥村，並在1957年之後編訓民防自衛隊，一排兵力則進駐碧月軒作為營舍使用。1992年軍隊離開之後，碧月軒就持續閒置至今。
2020年，因建築多處破損斷裂，金門縣文化局將保護許丕簡古厝的臨時鋼棚架重新組裝自碧月軒，並暫時搭設緊急鋼棚架防止雨水侵害結構。

## 建築設計
碧月軒為單棟雙層樓構造，坐西朝東之「疊樓式」洋樓，也是浦邊聚落中最繁複精緻的一棟。並以磚、石、木為主要的構造材料，其中入口門額上刻有「碧月軒」三字。採用黑色磁磚組成，外牆採使用不同粒徑的蠣殼洗石子作為粉刷材料。一樓入口兩側使用蠣殼洗石子裝飾成八卦形、柿蒂紋等幾何圖案。二樓的陽台柱子上刻有聯對，分為內外兩組。外側聯對寫著「豈但欲窮千里、須當更上一層」，內側聯對則寫著「登高門第須積善、要好兒孫在讀書」。
山牆則在二樓陽臺立面，靠近四根柱子向上延伸形成望柱兩根柱子之間砌有弧頂牆，牆內有泥塑、彩繪裝飾。柱子下方懸掛著弧形女兒牆和望柱，柱頂則擺放著祥獅雕像。室內格局方面，該建築以入口為中軸線，由外至內依次為前廊、前廳、內廊、後廳、家族成員房間等，其中左右前房可從內廊進出，而左右後房則由後廳進出。二樓格局與一樓相似，前後廳的外牆則設有落地窗，並設立陽台提供家族成員使用。

## 另見
- 浦邊何敬宙洋樓

## 外部連結
- 碧月軒 - 國家文化記憶庫2.0